# Leucania ochracea
Leucania ochracea är en fjärilsart som beskrevs av Embrik Strand 1917. Leucania ochracea ingår i släktet Leucania och familjen nattflyn. Inga underarter finns listade i Catalogue of Life.